# Otto Špaček
Brigádní generál Otto Špaček  (7. března 1918 Brzice – 24. září 2007 Praha) byl československý stíhací pilot bojující za druhé světové války v řadách Royal Air Force. Po útěku do Polska v roce 1939 působil od roku 1940 až do konce války jako stíhací pilot ve Velké Británii. V roce 1940 byl zraněn, přežil tři letecké havárie. Účastnil se leteckých operací v bitvě o Francii, leteckých bojů o Británii i akcí nad kontinentální Evropou. Aktivně se účastnil invaze spojenců v Normandii v roce 1944 a blokády německé posádky ve francouzském Dunkerque v letech 1944–1945.

## Biografie

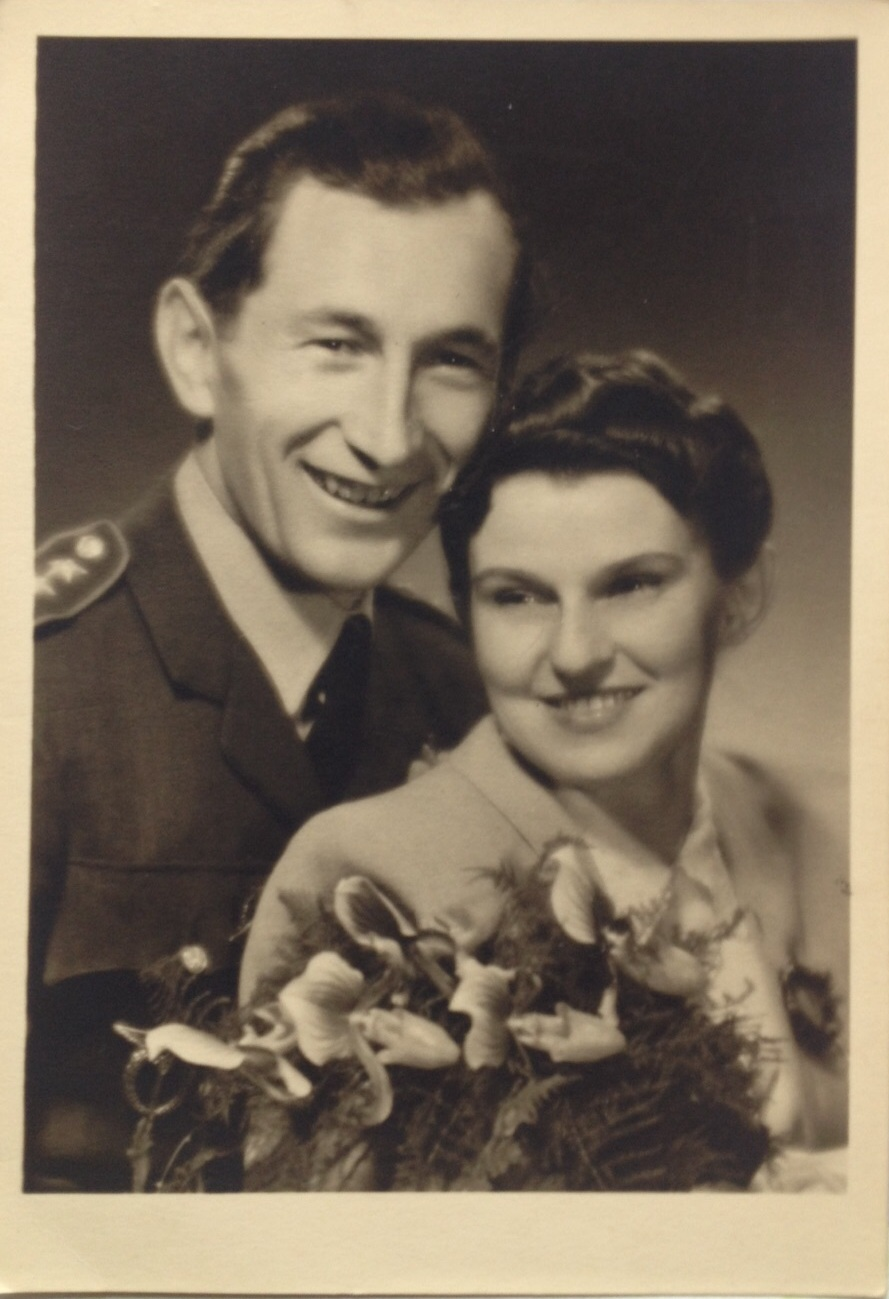
Otto se svou první chotí

Narodil se v rodině řídícího učitele, kde prožíval poklidné dětství s přezdívkou „Icík from Leipzig, třída sobě sama, postavou nevelkou, zato velká tlama“, jež mu darovali jeho přátelé pro jeho upřímnost a otevřenost. Po škole se vyučil elektrikářem u firmy Teichman elektrotechnický závod v Náchodě, ale přesto se dobrovolně přihlásil k letectvu a v letech 1936–1938 prodělal Školu pro odborný dorost letectva v Prostějově. Získal tím pilotní výcvik a poté narukoval k vykonání prezenční služby.

### Válečné období
Z okupované vlasti odešel 17. června 1939 v přestrojení za trampa spolu se svými kolegy Rudolfem Ptáčkem a desátníkem Františkem Trejtnarem, s nimiž překročili hranice ukryti v nákladním vlaku. Vydali se do polského Krakova, kde se přihlásili do vznikajícího zahraničního odboje a odpluli do Francie, kam dorazil 31. července. Otto Špaček byl přijat do svazku Cizinecké legie v nejnižší hodnosti soldat. Po vypuknutí války byl jako letec z legie uvolněn a odeslán na leteckou základnu. Výcvik na francouzských letounech prodělával od 24. září 1939 v Chartres, kde byl povýšen na desátníka.
8. března 1940 odešel z Chartres na západní frontu. Byl přidělen na letiště Maupertus u Cherbourgu k 1. letce Groupe de Chasse 1/8, vyzbrojené stíhacími letouny Marcel Bloch MB-152C.1, jejichž nevýhodou byla zastaralost. „Kulomety v těchto stíhačkách často zamrzaly, proto mechanici upravili křídla korkovými výplněmi, což zvýšilo hořlavost letounu. Jednoho dne spadl jeden z mých francouzských mechaniků strachy z křídla Blocha, jelikož se po přistání rozehřály zmrzlé plyny v odjištěných kulometech i obou kanónech a ty pak odpálily samy od sebe několik ran,“ smál se při vzpomínání Špaček. Na frontě nalétal celkem přes 66 operačních hodin a sestřelil dva nepřátelské letouny – stíhací Messerschmitt Bf 109 sám a bombardovací Dornier Do 17 ve spolupráci. „Obě zmiňovaná letadla se mi podařilo sestřelit ještě ve Francii na začátku války. Dornier se odpojil zhruba od patnáctičlenné skupiny letadel. Udělal jsem na něj tři nálety a vystřílel snad plnou dávku. Jelikož bombardéry letěly ve velmi malé výšce, spatřil jsem jej ještě při nárazu do země, při němž explodoval,“ popisuje Špaček první bojový úspěch. „V druhém případě jsme zaútočili na skupinu Messerschmidtů a já si vybral toho úplně vzadu. Opět jsem do něj pálil hlava nehlava a vystřílel téměř všechny náboje. Letoun se převrátil a zmizel hluboko dole. Francouzi mi tento sestřel uznali, proto soudím, že stroj po dopadu identifikovali.“
Sám pilot byl však také nejednou sestřelen, zázračně však pokaždé přežil. První sestřel zažil Špaček 12. května, kdy se vydal spolu se svými kolegy-stíhači na běžnou hlídku proti nepříteli. Před svýma očima zaznamenal asi 30 německých bombardérů – Heinkelů 111. Když pilot začal útočit, uvědomil si, že jeho přátelé již byli sestřeleni a že se sám se svým letounem, zasypaný vodopádem střel ze všech hlavních bombardérů, dostal do velkých problémů. Stroj vycpaný korkem začal záhy hořet, z nádrže teklo palivo, každou vteřinu hrozil výbuch. Špaček se snažil stroj uhasit střemhlavým letem k zemi, to se však nepodařilo, a tak ve výšce zhruba jednoho kilometru z kabiny vyskočil. Odbila šestá hodina ranní, když pilot tvrdě dopadl na železniční násep a s vymknutým kotníkem sledovat jeho opodál hořící stíhačku. „Než jsem s rozklepanýma rukama stihl vytáhnout svou poslední cigaretu, byl u mě nějaký Francouz a už mi zapaloval,“ dokresluje příběh.
Po francouzském debaklu odplul společně se svými kolegy anglickou lodí New Zealand na Britské ostrovy. Po krátkém leteckém výcviku roku 1940 byl Otto v hodnosti rotného. přidělen k 312. československé stíhací peruti se sídlem v Liverpoolu. Zde se ovšem dostal do konfliktu s prvním velitelem 312. čs. perutě Jánem Ambrušem poté, co při cvičném letu s Hurricanem dělal prudké zatáčky, až se mu z toho utrhlo plátno. Velitel rozhodl, že nechá pilotovy kvality přezkoušet, což se Špačka dotklo a dal z tohoto důvodu přednost službě mezi stíhači 605. britské perutě roku 1941. Zde mu pomohlo, že uměl spolu se svými kolegy piloty létat tzv. „roje“. Angličané měli radost z toho, že získali schopné piloty a jazyková bariéra nedělala československým kolegům problém, jelikož Britové dobře věděli, že naučit se ovládat jazyk je mnohem snazší než vycvičit pilota. K československým jednotkám se vrátil více než po půl roce, a to 16. června 1941, když se zakládala 313. československá stíhací peruť. Ta se mu stala na celou dobu války mateřským přístavem, ve kterém zůstal se dvěma přestávkami po dobu čtyř let a stal se její chodící legendou. Létal na všech různých verzích Spitfirů, jimiž Britové jednotku postupně vybavovali, poznal kvalitu všech jejích pilotů i schopnosti všech devíti velitelů „Třistatřináctky“. Zde odlétal čtyři turnusy, což bylo přes 800 operačních hodin. Peruť si získala pověst jednotky s největším počtem sweepů nad Němci okupovanou Francií, Belgií a Holandskem a to i navzdory potížím s Hurricany a Spitfiry, kvůli nimž se sám Otto dostal několikrát do nesnází. Při jednom cvičném letu mu Hurrican vypověděl motor, musel se strojem někde přistát, což se mu nakonec podařilo ve skladu sirkárny v Liverpoolu. „Hurricana i sklad jsem samozřejmě poškodil, ale stroj jsem jako vždy opustil po svých,“ pravil pilot.
Otto Špaček musel jednotku roku 1942 na čas opustit kvůli incidentu z 22. ledna 1942, kdy ve dvojici se seržantem Blažejem Konvalinou nacvičoval poblíž letiště Hornchurch v hrabství Essex souboj, v jehož průběhu dotyčný zahynul. Piloti se měli chovat jako v terénu a přesně tak, jak si to letecká válka vyžadovala, a proto Špaček trénoval akrobatické kousky, jaké musel ve skutečnosti využívat. Každou „vývrtku“ zvládl, nicméně to se Konvalinovi nepodařilo, špatně odhadl výšku a tragicky zahynul. Špaček byl obviněn z letecké nekázně s odůvodněním, že při cvičném souboji se musí dbát na to, aby se nelétalo pod hranicí 1000 metrů. Na jeho obhajobu, že v kabině stroje jeho protivníka neseděl on, ale jeho kolega, soud nebral ohled. Špaček byl zbaven seržantské hodnosti a od 21. března 1942 byl po dobu čtyř měsíců uvězněn v československém leteckém depu v St. Athanu. Posléze se k peruti vrátil, byly mu navráceny hodnosti a o dva roky později byl povýšen do důstojnického stavu. Dne 28. října 1943 byl povýšen na štábního rotmistra, 28. října 1944 na podporučíka a 1. června 1945 na poručíka letectva. 1. června 1943 odešel Otto Špaček na předepsaný odpočinek, v jehož rámci působil jako instruktor u základní pilotní školy 3. EFTS v Shellingfordu v hrabství Berkshire. Zpět k 313. peruti se navrátil 10. prosince 1943 a zúčastnil se všech následujících aktivit, z nichž za nejvýznamnější lze považovat vylodění v Normandii (operace Overlord). Letka měla během zabezpečování pobřeží za úkol prolétávat v malé výšce nad bojištěm a odrážet případné útoky letadel německé Luftwaffe. „Každodenně jsme prožívali scény jak ze špatného filmu. Pod námi ohromná flotila plavidel, na březích se hemžilo mnoho tisícovek vojáků, přilétávala spojenecká letadla, všude a z různých směrů přistávaly kluzáky, padali parašutisté - zkrátka neuvěřitelný neřízený zmatek, při němž umíraly davy lidí.“ Nechybělo však málo a jakožto přední pilot vylodění v Normandii zmeškal. Když se totiž dostavil ráno v den invaze na letiště, kde se již nikdo nenacházel, ptal se mechaniků s udiveným výrazem co se děje. Technici mu situaci objasnili a Špaček nakonec invazní loďstvo, jemuž stíhačky zajišťovaly vzdušnou ochranu, dostihl.

### Poválečné období

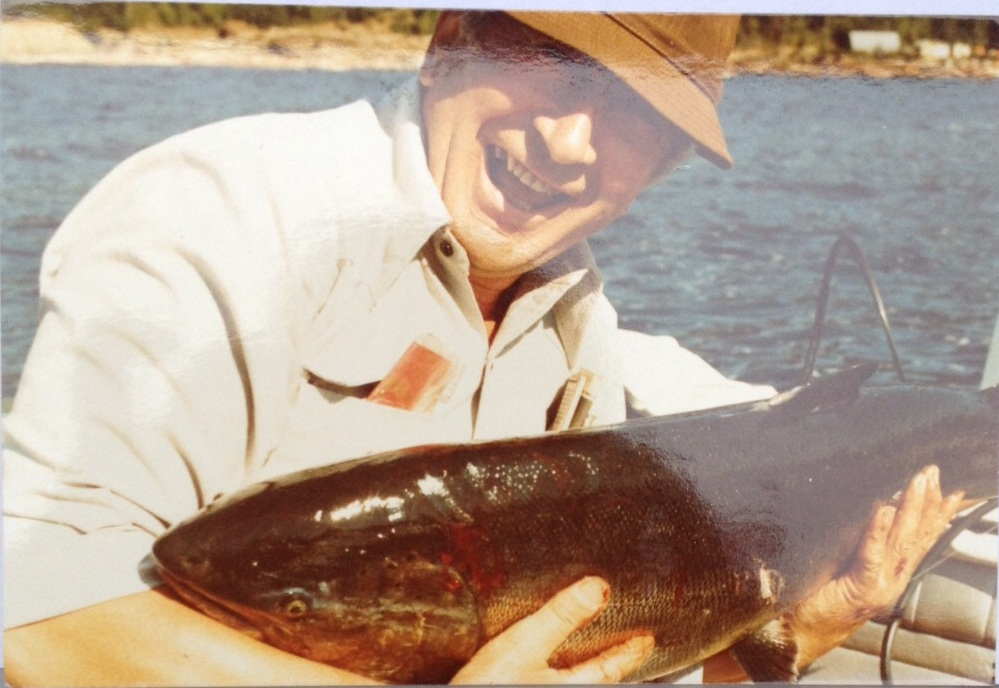
Válečný veterán během svých let v Kanadě

U Třistatřináctky sloužil až do konce války a 13. srpna 1945 dosedl na letiště ve své rodné zemi. Rozhodl se pro dráhu vojáka z povolání, byl tedy roku 1946 přeložen do skupiny důstojníků letectva z povolání a povýšen na nadporučíka. Později byl přidělen k Leteckému pluku 12 a 15. března 1947 byl povýšen na štábního kapitána. Jeho zkušenost ho zavedly mezi zkušební piloty, od roku 1947 působil ve Vědeckém leteckém ústavu v Letňanech, stal se zkušebním pilotem u Ústředního leteckého skladu a rovněž členem komise pro vyzkoušení nových letounů. Po komunistickém převratu mu byly odňaty všechny hodnosti i práva důstojníka. Letci bylo nařízeno, aby si našel novou práci, dostal na výběr tři možnosti, z nichž dvě byly údajně naplněny, zůstala tedy jen možnost pracovat v dolech. Na nic nečekal, spolu se svou první manželkou prodal auto, získal peníze pro převaděče a utíkal a vydal se do Německa, kde spolu se ženou vyčkávali celou noc na příchod Američanů, za jejichž pomoci mohla začít „Icíkova“ šťastná léta. Měl obrovské štěstí, jelikož spoustu jeho kolegů při útěku na západ zadržela policie, skončili v nejtěžších žalářích a u těžkých prací v kamenolomech. Když Špaček spolu se ženou dorazili do Kanady, naskytla se jim možnost nového života. Bývalý pilot, Špačkům kolega Charles Stojan, který vlastnil ve městě Sexsmith autoopravnu, páru se vším pomohl, od samotného výjezdu z Německa až po aklimatizaci v nové destinaci. Špaček začal pracovat u Charlese jako automechanik, udělal si kurz pro karosáře, naučil se stavět speciální kánoe a lodě pro plavby po kanadských řekách, začal rybařit a lovit zvěř. Později si pronajal benzinovou pumpu. Jednoho dne se spolu s Charlesem vydal na tamní toky za hledáním zlata, jelikož kanadský sever byl znám jako oblast s dosud neobjevenými doly bohatými na zlato či písek. Roku 1952 tedy objednali v Ottawě letoun, který jim pořídil letecké snímky rajonu, jež si hodlali prohlédnout. Z fotografie nabrali dojmu, že objeví zlatou žílu, úspěch se však nekonal. Špaček se ale proslavil a pronikl na stránky kanadského tisku. S Charlesem a jeho bratrem sjížděli řeky v provinciích Alberta, Britská Kolumbie, Yukon a dostali se tehdy do ještě neprozkoumaného Černého kaňonu řeky Omineca. Poznávali dosud neprobádané přírodní krásy v povodí řek, kde země ještě byla doménou indiánů a traperů. Když v roce 1963 Charles tragicky zahynul při návratu z jednání válečných veteránů, stal se společníkem Špačka Charles Livingstone, pravnuk legendárního cestovatele Livingstona. V oblasti rybářství byl Otto velice úspěšný, jeho největší úlovek vážil více než 15 kg.

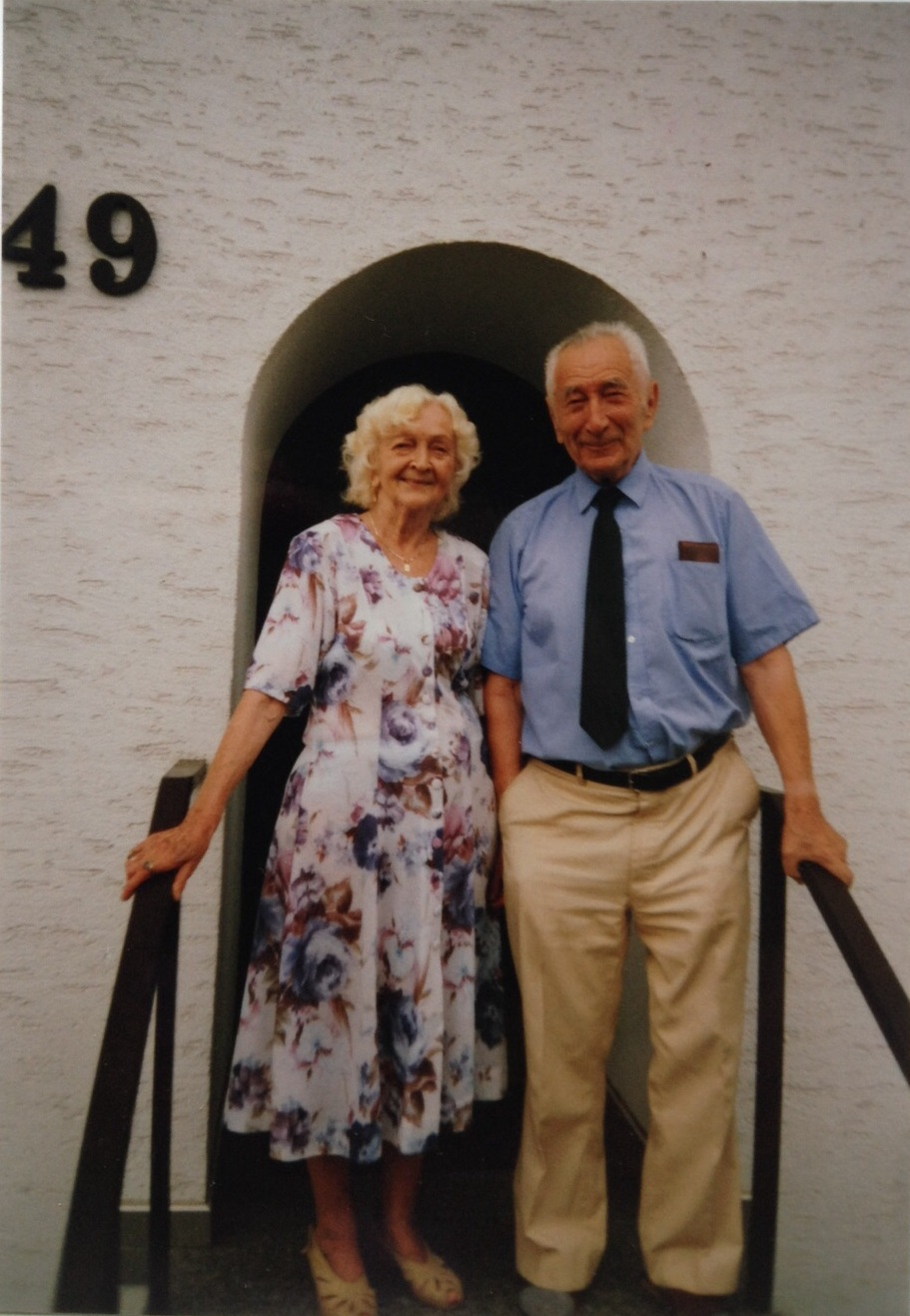
Otto Špaček a Růžena Špačková

Otto strávil v Kanadě dlouhých 43 let a po převratu roku 1989 se rozhodl vrátit zpět do své vlasti, již jako ovdovělý. Nejprve žil roku 1993 v Mladé Boleslavi, později se přemístil do Jaroměře, kde se po dlouhých letech setkal se svou někdejší láskou. Růžena Špačková byla žačka Ottova otce, znala se se svým manželem od mladých let a před Ottovým úprkem do boje se do sebe zamilovali, během války ani dlouhá léta po ní se však nesetkali. Oba ovdověli a znovu se shledali na srazu starých známých, který uspořádal Otta pátrající po svých přátelích. V Náchodě se tedy znovu střetli jejich srdce po více než 60 letech, stará láska nerezaví a tak netrvalo dlouho, vzali se a přestěhovali se do domku v Jaroměři. Tímto neskutečným příběhem a vůbec celým životem Otty Špačka se inspiroval Jan Svěrák při natáčení svého filmu Tmavomodrý svět, k jehož vzniku Otto značně přispěl. Letec Špaček si do konce svého života užíval péče o velkou zahradu, starost o děti Růženiných dvou synů a cestování po českých krajích. Zemřel 24. září 2007 ve věku 89 let a na jeho „poslední let“ se dostavila řada přátel, obdivovatelů a samozřejmě rodina. Manželka Růžena zemřela roku 2014.
V červenci 2005 obdržel čestné občanství města Jaroměře. 

## Udělená vyznamenání[5]

### Francie
- Croix de guerre, se dvěma palmami
- Řád čestné legie[6]

### Československo
- Československý válečný kříž 1939 , udělen 5×
- Československá medaile Za chrabrost před nepřítelem
- Československá vojenská medaile za zásluhy, I. stupeň

### Velká Británie
- The 1939–1945 Star[7]
- Atlantic Clasp
- Air Crew Europe Star[8]
- Defence Medal[9]
- British War Medal[10]